# Diest (westfälisches Adelsgeschlecht)

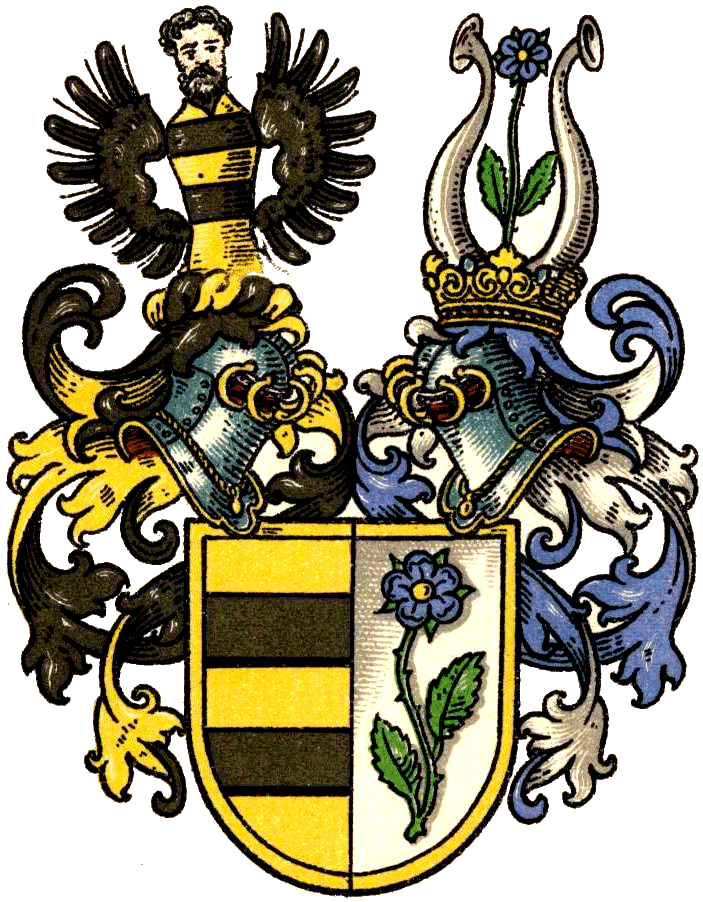
Wappen derer von Diest

Die Familie von Diest ist ein briefadeliges Geschlecht, dessen Ursprünge in Westfalen liegen. Es ist zu unterscheiden von dem ursprünglich brabanter Geschlecht Diest.

## Herkunft und Abstammung
Die Familie ist offensichtlich bürgerlicher Herkunft, obwohl sie eine mündliche Überlieferung gepflegt hat, wonach sie sich von den bei Erscheinen des ersten fassbaren Familienangehörigen längst erloschenen edelfreien brabanter von Diest herleitet. Diese angebliche Herkunft wird zwar auch im kaiserlichen Adelsdiplom vom 22. September 1687 erwähnt, aber die Familie tritt zuerst mit dem Namen Tegeler von Diest auf, was vermuten lässt, dass ‚Tegeler‘ der bürgerliche Name war und ‚von Diest‘ eine Herkunftsbezeichnung ist. Letztere Auffassung wird auch durch den Umstand gestützt, dass der erste urkundlich erwähnte Familienangehörige Hermann Tegeler von Diest (um 1507–1540) lutherischer Pfarrer in Diestedde bei Beckum war und auch sein Sohn Simeon noch den Namen Tegeler führte, den dessen Nachkommen dann ablegten und sich nur von Diest nannten. Die Familie spielte dann in der brandenburgischen Grafschaft Mark und im ebenfalls brandenburgischen Kleve in der Verwaltung und in der wirtschaftlichen Entwicklung eine bedeutende Rolle. Sie waren hohe brandenburgische Regierungsbeamte und stellten über mehrere Generationen die Bürgermeister von Altena. Ihre Anerkennung als adlig erfolgte in Preußen am 7. Mai 1790 durch Allerhöchste Kabinettsorder für Friedrich von Diest, preußischer Regierungsassistenzrat, und für Leonhart Reinhard von Diest, preußischer Oberreferendar.

## Wappen
Das gespaltene Wappen zeigt rechts in Gold zwei schwarze Balken (brabanter uradelige von Diest), links in Silber eine gestielte blaue Rose mit grünen Blättern (Stammwappen Tegler). Zwei Helme: Auf dem rechten mit schwarz-goldenen Decken zwischen gold-schwarzem Adlerflug ein Mannesrumpf, bekleidet mit einem wie die rechte Schildhälfte bezeichneten Rock, auf dem linken mit blau-silbernen Decken zwischen zwei silbernen Büffelhörnern die Rose wachsend.

## Bekannte Namensträger
- Hermann Tegeler von Diest (um 1507–1540), deutscher lutherischer Theologe
- Dietrich von Diest (1587–1661), brandenburgischer Oberbergvogt und Organisator des frühen Ruhrkohle-Bergbaues
- Heinrich von Diest (1595–1673), Professor der Theologie an der Universität Deventer und dreimal dort Rektor
- Johann von Diest (1598–1665), brandenburgischer Vizekanzler und Direktor der kleve-märkischen Regierung, Kurator der Universität Duisburg
- Friedrich-Wilhelm von Diest (1647–1726), brandenburgischer Geheimer Rat, Gesandter bei den Generalstaaten und Vizekanzler der kleve-märkischen Länder, Dompropst zu Utrecht
- Heinrich von Diest (1785–1847), preußischer Generalleutnant, russischer Generalstabsoffizier, Träger des Ordens Pour le Mérite
- Otto von Diest (1821–1901), preußischer Landrat und Mitglied des Abgeordnetenhauses
- Gustav von Diest (1826–1911), Regierungspräsident in Merseburg, Politiker (Mitglied des Reichstages und des Preußischen Herrenhauses)
- Heinrich von Diest (1849–1924), preußischer Generalleutnant
- Walther von Diest (1851–1932), preußischer Offizier und Reisender in Kleinasien